# Inga Swenson

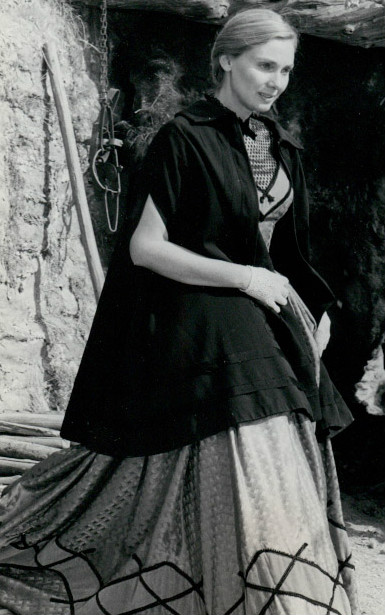
Inga Swenson (1976)

Inga Swenson (* 29. Dezember 1932 in Omaha, Nebraska; † 23. Juli 2023 in Los Angeles, Kalifornien) war eine US-amerikanische Schauspielerin.

## Karriere
Inga Swenson stand ab dem Alter von 15 Jahren auf der Bühne, zunächst in Sommertheatern. Sie nahm Schauspielunterricht bei Herbert Berghof und Lee Strasberg am Actors Studio. In New Faces of 1956 war sie 1956 erstmals am Broadway zu sehen. Im Jahr 1957 machte sie ihr Fernsehdebüt, woraufhin zahlreiche Fernsehfilme und -serien folgten. 
1962 war Swenson mit gleich zwei Filmen erstmals auf der Kinoleinwand zu sehen: als Mutter der taubblinden Helen Keller in dem preisgekrönten Filmdrama Licht im Dunkel unter Regie von Arthur Penn, und als Ehefrau eines jungen Senatoren in dem hochkarätig besetzten Politikdrama Sturm über Washington von Otto Preminger. Im Anschluss konzentrierte sich Swenson aber hauptsächlich auf Theaterrollen und feierte am Broadway zwei Erfolge: Für 110 in the Shade (1964) und Baker Street (1965, in der Rolle der Irene Adler) war sie jeweils für einen Tony Award in der Kategorie Beste Hauptdarstellerin in einem Musical nominiert. Außerdem gewann sie für ihre Theaterrollen zwei Outer Critics Circle Awards.
Dem amerikanischen Fernsehpublikum wurde Swenson im Besonderem durch ihre Rolle in der Serie Benson bekannt, in der sie von 1979 bis 1986 die deutschstämmige, strenge Haushälterin Miss Gretchen Wilomena Kraus verkörperte. Hierfür wurde sie dreimal für einen Emmy Award und einmal für einen Golden-Globe nominiert. In Deutschland wurde sie auch durch ihre Rolle in der Fernseh-Miniserie Fackeln im Sturm bekannt, in welcher sie in den Jahren 1985 und 1986 die Mutter von George Hazard (gespielt von James Read) verkörperte. Swenson zog sich Ende der 1990er-Jahre aus dem Schauspielgeschäft zurück.

## Privat
Inga Swenson lebte in Los Angeles und war seit 1953 mit dem Komponisten Lowell Harris (* 1932) verheiratet, die Ehe sollte rund 70 Jahre bis zu ihrem Tod halten. Sie wurden Eltern zweier Söhne. Sohn Mark Harris ist Filmredakteur, Sohn James Harris verunglückte 1987 im Alter von 26 Jahren tödlich mit dem Motorrad. Inga Swenson starb im Juli 2023 im Alter von 90 Jahren in einem Hospiz in Los Angeles.

## Filmografie (Auswahl)
Kino- und Fernsehfilme
- 1962: Licht im Dunkel (The Miracle Worker)
- 1962: Sturm über Washington (Advise and Consent)
- 1971: Killersatelliten (Earth II, Fernsehfilm)
- 1976: Eine Frau sieht rot (Lipstick)
- 1978: Der Clan (The Betsy)
- 1980: Duell am Wind River (The Mountain Men)
- 1987: Die Hexen von Bay Cove (Bay Cove, Fernsehfilm)

Fernsehserien
- 1954/1958: The United States Steel Hour (2 Folgen)
- 1962: Preston & Preston (The Defenders, Folge 1x21)
- 1962: Dr. Kildare (Folge 2x7)
- 1962/1963: Bonanza (Fernsehserie, 2 Folgen)
- 1973: Owen Marshall – Strafverteidiger (Owen Marshall: Counselor at Law, Folge 3x04)
- 1975: California Cops – Neu im Einsatz (The Rookies, Folge 4x17)
- 1976/1978: Barnaby Jones (Fernsehserie, 2 Folgen)
- 1978: Vegas (Vega$, Folge 1x08)
- 1978–1979: Soap – Trautes Heim (Soap, 8 Folgen)
- 1979–1986: Benson (158 Folgen)
- 1985–1986: Fackeln im Sturm (North and South, Miniserie, 11 Folgen)
- 1987: Anstiftung zum Mord (Nutcracker: Money, Madness & Murder, Miniserie, 3 Folgen)
- 1988: Hotel (Folge 5x13)
- 1989: Golden Girls (The Golden Girls, Folge 4x21 Eifersucht)
- 1989–1990: Doctor Doctor (4 Folgen)
- 1997–1998: Life with Louie (Zeichentrickserie, 2 Folgen, Sprechrolle)